# Museo Amado Nervo
El museo Amado Nervo es un museo mexicano dedicado al poeta mexicano Amado Nervo, construido en la casa donde este nació el 27 de agosto de 1870, el cual está ubicado en el centro de Tepic en el estado de Nayarit. El edificio una casona de mediados del siglo XIX que fue habilitada como museo y se inauguró el 27 de abril de 1970. Pretende dar a conocer algunas de las obras de dicho poeta y en sus tres salas muestra una serie de objetos que pertenecieron al bardo nayarita.

## Salas
El museo se encuentra dividido en tres salas que corresponden con la vida de Amado Nervo y su obra:
- Sala 1: Esta sala está dedicada para exposiciones, presentaciones de libros y conferencias. Se encuentran 11 vitrinas donde se exhiben objetos y obras de la vida de Amado Nervo.
- Sala 2: Se encuentra el mobiliario de la sala original del poeta.
- Sala 3: Contiene muebles donde Amado Nervo pasaba el tiempo escribiendo sus obras.[2]

## Servicios
- Visitas guiadas.
- Biblioteca: libros de cultura general y de la vida y obras de Amado Nervo.
- Venta de libros con la obra de Nervo.
- Talleres de literatura.
- Cafés literarios.
- Talleres de lectura.
- Mesas redondas.